# Peine forte et dure
Peine forte et dure (traduzido do francês: "punição forte e dura") era um método de tortura utilizado em tribunais, onde um réu que se recusava a se pronunciar em tribunal era submetido a pedras pesadas sendo postas sobre seu peito até aceitar se pronunciar, ou até a morte.